# 小林秀行
小林 秀行（こばやし ひでゆき、10月2日 - ）は、日本の男性声優。東京都出身。ブライト イデア所属。

## 来歴
日本ナレーション演技研究所出身。

## 人物
特技はデザイン・DTP・音声編集。趣味は少女漫画・ディズニーチャンネル・スヌーピー・ 雑貨屋・買い物。資格は普通自動車免許を持っている。

## 出演

### テレビアニメ
2016年
- はんだくん（生徒）

2019年
- エッグカー（スズメバチA）

2023年
- 転生王女と天才令嬢の魔法革命
- ツンデレ悪役令嬢リーゼロッテと実況の遠藤くんと解説の小林さん（兵士）
- Lv1魔王とワンルーム勇者 （隊員C、若い男性）

2024年
- 神は遊戯に飢えている。（使徒）

2025年
- 鬼人幻燈抄（酒屋客）
- キミと僕の最後の戦場、あるいは世界が始まる聖戦 Season II（大臣B、親衛隊）
- 地縛少年花子くん2（お面の男C）

### Webアニメ
- おねがいっパトロンさま！（エーカー[10]）
- イケメン若頭の桐也さん（日鷹桐也）

### ゲーム
2016年
- 彗星のアルナディア（スサ）
- ユバの徽（ライル）
- グランマルシェの迷宮（ブロンクス、アドル）
- ソウルクロニクル（アベル、ジャイル、他）

2017年
- エアリアルレジェンズ（パーシヴァル、他）
- JUDGEMENT 7 俺達の世界わ終っている。（鈴木、他）
- 原始人がビンゴでワアアア！ハングリーハート

2018年
- 破軍・三国志（呂奉先(呂布)、袁譚）
- 三極ジャスティス（バトラー・スミス）

2019年
- デビルブック（モーガン）

2020年
- レムナント：フロム・ジ・アッシュ（狂った商人）
- Zold:Out~鍛冶屋の物語（チャルス）

2022年
- レキシクロニクル（北条義時、平将門）

2023年
- ポケモンメザスタ（どくしょかイオリ）

2024年
- 東京ディバンカー（桐崎次郎）
- タワー オブ アイオン

### ドラマCD
2018年
- ハイアップ!!

2021年
- 「Clock over ORQUESTA」First season BATTLE Vol.01 朱鷺燈 一夜【dolente －ドレンテ－】
- 「Clock over ORQUESTA」First season BATTLE Vol.02 天馬六華【agitato － アジタート －】

2022年
- 「ツキウタ。」ドラマCDシリーズ『月歌奇譚 太極伝奇』
- 「Clock over ORQUESTA」First season BATTLE Vol.07 小豆沢三斗【cantabile － カンタビレ －】
- 「Clock over ORQUESTA」First season BATTLE Vol.08 音葉五百助【risoluto － リゾルート －】
- 「Clock over ORQUESTA」First season BATTLE Vol.09 榊八色【marciale －マルチャーレ －】
- 「Clock over ORQUESTA」First season BATTLE Vol.10 春海一十【pastoso －パストーソ －】

### 吹き替え

#### 映画
- ブラッド・ジャスティス（マラード）
- リベンジャー・スクワッド 宿命の荒野（マコーマック）
- アサルト・ベレー緋色の奪還作戦（オスマニエル）
- スナイパー孤高の弾丸（エマド）
- オペレーション：マリア（軍曹）
- ジャイアント・スパイダーズ巨大クモ群団の襲撃（ナレーション、研究員）
- ノルマンディー上陸阻止作戦（アントン）
- ホット・シート（トビアス）
- シベリアン・スナイパー（グリアノフ）
- エンド・オブ・ハルマゲドン（ローラン博士）
- Mr.&Mrs. ウォンテッド（ダニー・ヒーロー）
- ブラックパンサーズ 第761戦車大隊（フランク・ロス）
- 潜水艦コマンダンテ 誇り高き決断（スティエポヴィッチ）
- ラン･ベイビー･ラン（ランナー男１）
- ノーベンバー 対テロ特殊部隊:最悪の5日間（カデル）
- アルティメット・ハルマゲドン 堕天使を撃て!（バードレ）

#### ドラマ
- SKYキャッスル（チャ・ギジュン）

### ボイスコミック
- A-KOE ゆら心霊相談所（桐生晴喜）
- A-KOE お前は俺を殺す気か（男1）
- comipo ボスとヤス（ヨージ）
- 意地悪な母と姉に売られた私。何故か若頭に溺愛されてます（アキラ）
- 喪明けのコーヒーどんな味（月野くん）
- エンバーズ（太田、白峰 学）
- サンキューピッチ（部員）
- Bの星線（一郎の講師、生徒）
- デコトラにゃ郎～にゃんとキャットなHAPPY便～（ぜんにゃん）

### ナレーション
- 「クレヨンしんちゃん 襲来!!宇宙人シリリ」Blu-ray&DVD 発売告知CM
- 「レムナント：フロム・ジ・アッシュ」PVナレーション
- 「雪旅 2021 by SnowMAP ～白馬編～」web動画ナレーション
- 「雪旅 2022 by SnowMAP ～志賀高原・横手山編～」web動画ナレーション
- 「幻想少女大戦 – DREAM OF THE STRAY DREAMER -」CMナレーション
- 「HAKUNORI STAY 〜ワンちゃん編〜」web動画ナレーション
- 「paizaラーニング」web動画
- 「オロナミンC」web動画ナレーション
- 【一番くじ】「ドラゴンボール DRAGON HISTORY Ⅱ」
- 【一番くじ】「ドラゴンボール VSオムニバスCROSS」
- 【一番くじ】「ワンピース The Throne of Power」

### 舞台
- 朗読パンダ第5回公演「Talking & Square」
- 朗読パンダ第6回公演「Reading Revolution」
- bless4 2019TOUR RISING SUN　東京公演（会場アナウンス）